# Clásica de Boonta Eve
La Clásica de Boonta Eve es una carrera de vainas (Podracers) del universo ficticio de la saga Star Wars. Aparece en la primera película de la saga, La amenaza fantasma y en algunos libros del universo expandido.
Aunque las carreras de vainas estaban prohibidas en la mayoría de los planetas, eran muy populares en el Círculo Exterior por su peligrosidad y el espectáculo que ofrecían. La Clásica de Boonta Eve tiene lugar en el planeta Tatooine y es una de las más peligrosas y complicadas que se celebran, debido a que su recorrido incluía tramos entre cañones en los que casi no cabían los vehículos.
La organización de la carrera corría a cargo del señor del crimen en Tatooine, Jabba el Hutt, y se celebraba una vez al año. Tiene su salida y meta en un gran estadio próximo a la ciudad y puerto espacial de Mos Espa. 